# Journans (Fluss)
Der Journans, in seinem Unterlauf  Grand Journans genannt, ist ein rund 15 Kilometer langer Fluss im Einzugsgebiet des Allondon im französischen Département Ain (Region Auvergne-Rhône-Alpes), im Pays de Gex, nordwestlich der Stadt Genf. Nach dem Zusammenfluss von Grand Journans und Lion übernimmt das Fließgewässer den Namen Lion, obwohl dieser bis zur Vereinigung eine bedeutend kürzere Wegstrecke zurückgelegt hat, als der Journans. Erstmals urkundlich erwähnt wird der Journans im Jahr 1397 als Aqua de Jornan; von 1730 ist die Schreibweise Journan überliefert.

## Geographie
Das Quellgebiet des Journans befindet sich im Regionalen Naturpark Haut-Jura auf ungefähr 1380 m im Gemeindegebiet von Gex am steilen Osthang des Colomby de Gex. An der Schwachstelle einer quer durch die Jurakette verlaufenden Verwerfungslinie konnte die Erosion die harten Gesteinsschichten aufbrechen, so dass sich mit der Zeit ein charakteristischer Ausräumungskessel, der Creux de l’Envers bildete. Dieser Kessel wird im Norden von den Höhen um den Col de la Faucille, im Westen von den Kreten des Mont Rond und des Colomby de Gex und im Süden vom Mont Chanais umschlossen.
Durch den Creux de l’Envers fließt der Journans zunächst nach Nordosten, bevor er einen Bogen von etwa 90° zeichnet und die Engstelle der Portes Sarrazines zwischen dem Mont Chanais und den Höhen des Col de la Faucille passiert. Bei Gex erreicht der Bach den Jurafuß. Auf den ersten fünf Kilometern seiner Wegstrecke überwindet der Journans eine Höhendifferenz von rund 800 Metern. 
Unterhalb von Gex tritt der Journans aus einem leicht in die Hänge am Jurafuß eingeschnittenen Kerbtal in das von quartären Ablagerungen geprägte Becken von Genf hinaus. Er fließt nun südwärts durch eine flache, abschnittsweise vermoorte Talaue. Ein Teil des Wassers versickert in der Zone zwischen Gex und Ségny. Einzige nennenswerte Seitenbäche sind der Varfeuille und der Janvion, die beide von rechts münden.
In der überwiegend bewaldeten Sumpffläche zwischen den Dörfern Brétigny und Veraz teilt sich das Fließgewässer. Der Hauptteil fließt weiter nach Süden durch die Ebene und erhält den Namen Grand Journans, während ein kleiner Teil (insbesondere bei Hochwasser) nach Südosten abgeleitet wird, danach als Petit Journans parallel zum Grand Journans verläuft und nach 3,3 km in den Lion mündet. Auch der Grand Journans vereinigt sich kurze Zeit später mit dem Lion auf dem Gemeindegebiet von Saint-Genis-Pouilly. Obwohl der Lion bis hierher nur 5 km Wegstrecke zurückgelegt hat (im Gegensatz zu den 15 km des Journans), wird der Bach weiterhin Lion genannt. Dieser mündet nach weiteren vier Kilometern nahe der Schweizer Grenze in den Allondon.

## Hydrologie
Der Journans besitzt ein nivopluviales Abflussregime mit stark schwankendem Wasserstand. Hochwasser können im Frühling während der Schneeschmelze im Jura sowie im späteren Verlauf des Jahres bei starken Gewittern oder langanhaltenden Niederschlägen auftreten. Bei Gex beträgt die mittlere jährliche Abflussmenge etwa 0,33 m³/s, wobei das Monatsmittel zwischen 0,07 m³/s im August und 0,69 m³/s im April schwankt. Das Flusssystem Journans-Lion-Allondon ist mit 29 km das längste oberirdische Fließgewässer im Einzugsgebiet des Allondon. Bei der Mündung des Lion in den Allondon führt Letzterer jedoch im Allgemeinen eine größere Wassermenge, da er mit einer Karstquelle am Jurafuß entspringt.